# 1885
Il 1885 (MDCCCLXXXV in numeri romani) è un anno  del XIX secolo.

## Eventi
- A Chicago viene completato l'Home Insurance Building, ritenuto il primo grattacielo della Storia.
- A Fiume viene fondato il quotidiano La Voce del Popolo.
- Alexander John Ellis idea il sistema dei cent.
- India: Fondazione del Partito del Congresso.
- Questo anno rappresenta l’ambientazione del film di fantascienza, Ritorno al futuro - Parte III.
- 17 gennaio – Battaglia di Abu Klea: Una forza britannica sconfigge un grosso esercito Derviscio in Sudan.
- 26 gennaio – Dopo aver conquistato la città di Khartoum (Sudan), i miliziani del Mahdi uccidono il generale britannico Charles George Gordon, considerato poi eroe nazionale sudanese.
- 31 marzo – Costituito il protettorato britannico del Bechuanaland.
- 5 aprile – Uno statunitense di nome Seldon ottiene il brevetto per una vettura a motore.
- 18 aprile – La convenzione di Tientsin tra gli Imperi di Cina e Giappone evita una guerra per il controllo della Corea.
- 30 aprile – Nasce lo Stato Libero del Congo a seguito della Conferenza di Berlino.
- 17 giugno – Arriva a New York la Statua della Libertà, regalata dai francesi.
- 21 giugno – A Iseo viene inaugurata la linea ferroviaria che collega la cittadina a Brescia, primo tratto della futura Ferrovia Brescia Iseo Edolo.
- 6 luglio – Louis Pasteur sperimenta con successo il vaccino antirabbico.
- 29 agosto – Gottlieb Daimler inventa la prima motocicletta.
- 28 settembre – In Brasile promulgata la Lei dos Sexagenários, finalizzata a limitare la schiavitù nel Paese.

## Nati
Ci sono circa 1 180 voci su persone nate nel 1885; vedi la pagina Nati nel 1885 per un elenco descrittivo o la categoria Nati nel 1885 per un indice alfabetico.

## Morti
Ci sono circa 360 voci su persone morte nel 1885; vedi la pagina Morti nel 1885 per un elenco descrittivo o la categoria Morti nel 1885 per un indice alfabetico.

## Calendario
| Calendario 1885 | Calendario 1885 | Calendario 1885 | Calendario 1885 | Calendario 1885 | Calendario 1885 | Calendario 1885 | Calendario 1885 | Calendario 1885 | Calendario 1885 | Calendario 1885 | Calendario 1885 | Calendario 1885 | Calendario 1885 | Calendario 1885 | Calendario 1885 | Calendario 1885 | Calendario 1885 | Calendario 1885 | Calendario 1885 | Calendario 1885 | Calendario 1885 | Calendario 1885 | Calendario 1885 | Calendario 1885 | Calendario 1885 | Calendario 1885 | Calendario 1885 | Calendario 1885 | Calendario 1885 | Calendario 1885 | Calendario 1885 | Calendario 1885 |
| --------------- | --------------- | --------------- | --------------- | --------------- | --------------- | --------------- | --------------- | --------------- | --------------- | --------------- | --------------- | --------------- | --------------- | --------------- | --------------- | --------------- | --------------- | --------------- | --------------- | --------------- | --------------- | --------------- | --------------- | --------------- | --------------- | --------------- | --------------- | --------------- | --------------- | --------------- | --------------- | --------------- |
|                 | 1               | 2               | 3               | 4               | 5               | 6               | 7               | 8               | 9               | 10              | 11              | 12              | 13              | 14              | 15              | 16              | 17              | 18              | 19              | 20              | 21              | 22              | 23              | 24              | 25              | 26              | 27              | 28              | 29              | 30              | 31              |                 |
| Gennaio         | Gi              | Ve              | Sa              | Do              | Lu              | Ma              | Me              | Gi              | Ve              | Sa              | Do              | Lu              | Ma              | Me              | Gi              | Ve              | Sa              | Do              | Lu              | Ma              | Me              | Gi              | Ve              | Sa              | Do              | Lu              | Ma              | Me              | Gi              | Ve              | Sa              |                 |
| Febbraio        | Do              | Lu              | Ma              | Me              | Gi              | Ve              | Sa              | Do              | Lu              | Ma              | Me              | Gi              | Ve              | Sa              | Do              | Lu              | Ma              | Me              | Gi              | Ve              | Sa              | Do              | Lu              | Ma              | Me              | Gi              | Ve              | Sa              |                 |                 |                 |                 |
| Marzo           | Do              | Lu              | Ma              | Me              | Gi              | Ve              | Sa              | Do              | Lu              | Ma              | Me              | Gi              | Ve              | Sa              | Do              | Lu              | Ma              | Me              | Gi              | Ve              | Sa              | Do              | Lu              | Ma              | Me              | Gi              | Ve              | Sa              | Do              | Lu              | Ma              |                 |
| Aprile          | Me              | Gi              | Ve              | Sa              | Do              | Lu              | Ma              | Me              | Gi              | Ve              | Sa              | Do              | Lu              | Ma              | Me              | Gi              | Ve              | Sa              | Do              | Lu              | Ma              | Me              | Gi              | Ve              | Sa              | Do              | Lu              | Ma              | Me              | Gi              |                 |                 |
| Maggio          | Ve              | Sa              | Do              | Lu              | Ma              | Me              | Gi              | Ve              | Sa              | Do              | Lu              | Ma              | Me              | Gi              | Ve              | Sa              | Do              | Lu              | Ma              | Me              | Gi              | Ve              | Sa              | Do              | Lu              | Ma              | Me              | Gi              | Ve              | Sa              | Do              |                 |
| Giugno          | Lu              | Ma              | Me              | Gi              | Ve              | Sa              | Do              | Lu              | Ma              | Me              | Gi              | Ve              | Sa              | Do              | Lu              | Ma              | Me              | Gi              | Ve              | Sa              | Do              | Lu              | Ma              | Me              | Gi              | Ve              | Sa              | Do              | Lu              | Ma              |                 |                 |
| Luglio          | Me              | Gi              | Ve              | Sa              | Do              | Lu              | Ma              | Me              | Gi              | Ve              | Sa              | Do              | Lu              | Ma              | Me              | Gi              | Ve              | Sa              | Do              | Lu              | Ma              | Me              | Gi              | Ve              | Sa              | Do              | Lu              | Ma              | Me              | Gi              | Ve              |                 |
| Agosto          | Sa              | Do              | Lu              | Ma              | Me              | Gi              | Ve              | Sa              | Do              | Lu              | Ma              | Me              | Gi              | Ve              | Sa              | Do              | Lu              | Ma              | Me              | Gi              | Ve              | Sa              | Do              | Lu              | Ma              | Me              | Gi              | Ve              | Sa              | Do              | Lu              |                 |
| Settembre       | Ma              | Me              | Gi              | Ve              | Sa              | Do              | Lu              | Ma              | Me              | Gi              | Ve              | Sa              | Do              | Lu              | Ma              | Me              | Gi              | Ve              | Sa              | Do              | Lu              | Ma              | Me              | Gi              | Ve              | Sa              | Do              | Lu              | Ma              | Me              |                 |                 |
| Ottobre         | Gi              | Ve              | Sa              | Do              | Lu              | Ma              | Me              | Gi              | Ve              | Sa              | Do              | Lu              | Ma              | Me              | Gi              | Ve              | Sa              | Do              | Lu              | Ma              | Me              | Gi              | Ve              | Sa              | Do              | Lu              | Ma              | Me              | Gi              | Ve              | Sa              |                 |
| Novembre        | Do              | Lu              | Ma              | Me              | Gi              | Ve              | Sa              | Do              | Lu              | Ma              | Me              | Gi              | Ve              | Sa              | Do              | Lu              | Ma              | Me              | Gi              | Ve              | Sa              | Do              | Lu              | Ma              | Me              | Gi              | Ve              | Sa              | Do              | Lu              |                 |                 |
| Dicembre        | Ma              | Me              | Gi              | Ve              | Sa              | Do              | Lu              | Ma              | Me              | Gi              | Ve              | Sa              | Do              | Lu              | Ma              | Me              | Gi              | Ve              | Sa              | Do              | Lu              | Ma              | Me              | Gi              | Ve              | Sa              | Do              | Lu              | Ma              | Me              | Gi              |                 |